# ネマニャ・ミルノヴィッチ
ネマニャ・ミルノヴィッチ（セルビア語: Nemanja Milunović, Немања Милуновић、1989年5月31日 - ）は、セルビアのサッカー選手。ポジションはディフェンダー。

## クラブ歴
2008年3月にFKボラツ・チャチャクで選手となった。同年夏にFKムラドスト・ルチャニにレンタル移籍。2010シーズンにはムラドスト・ルチャニに完全移籍した。
2016年3月にベラルーシ・プレミアリーグのFC BATEボリソフに移籍。9月にUEFAチャンピオンズリーグ 2015-16に出場し、1得点。

## 代表歴
2016年5月25日の親善試合、キプロス代表戦で代表初出場。5月31日のイスラエル代表戦で初得点し、この試合は3-1の勝利となった。

## 個人成績
| No. | 日附          | 場所                                       | 対戦相手   | 得点 | 結果 | 大会     |
| --- | ------------- | ------------------------------------------ | ---------- | ---- | ---- | -------- |
| 1   | 2016年5月31日 | ノヴィ・サド・スタディオン・カラジョルジェ | イスラエル | 2–1  | 3–1  | 親善試合 |

| セルビア代表 | セルビア代表 | セルビア代表 |
| 年           | 出場         | 得点         |
| ------------ | ------------ | ------------ |
| 2016         | 3            | 1            |
| 2019         | 1            | 0            |
| 計           | 4            | 1            |

## タイトル
ムラドスト・ルチャニ
- セルビア・プルヴァ・リーガ: 2013–14